# Габдрафіков Ільдар Махмутович
Габдрафі́ков Ільда́р Махму́тович (*20 жовтня 1965, село Чекмагуш) — історик, етнополітолог, кандидат історичних наук (1995), член Асоціації етнологів і антропологів Росії.

## Біографія
Ільдар Махмутович народився у селі Чекмагуш Башкортостану. 1989 року закінчив Башкирський державний університет, з 1993 року працював в Інституті етнологічних досліджень УНЦ РАН: молодшим науковим співробітником, з 1995 року — завідувач відділом етносоціології, одночасно був заступником директора з наукової роботи, з 1999 року — завідувач сектором етносоціології та етнополітології, з 2002 року — старший науковий співробітник відділу етнополітології.

## Наукова робота
Наукова діяльність присвячена вивченню традиційного господарства, родинно-побутових відносин татар північно-західного Башкортостану, історії переселення та розселення на території республіки латишів, їхньої чисельності, мові, антропологічного типу, традиційним матеріальній та духовній культурі. Проводив також дослідження етносоціальних, етнополітичних та етноконфесійних процесів у Росії, проблем місцевого самоврядування.
Регулярно проводить етнологічний моніторинг з використанням різних характеристик регіону — демографія та міграція, держава і політика тощо. Брав участь у 4 етнографічних експедиціях по західних, північно-західних та північних районах Башкортостану. Зібрані ним матеріали з культури кряшенів, марійців, росіян, татар та інших народів увійшли до фондів Музею археології та етнографії.
Автор понад 150 наукових робіт.

### Наукові праці
- Республика Башкортостан: модель этнологического мониторинга (Международный проект «Этничность, конфликт и согласие»). Москва, 1998
- Перепись населения в Башкирии: материалы полевой этнографии // Этнография переписи — 2002. Москва, 2003